# Francis Akwaffo-Boateng
Francis Akwaffo-Boateng (sinh ngày 7 tháng 9 năm 1991 ở Anum) là một cầu thủ bóng đá người Ghana thi đấu cho Al Nasr Benghazi.

## Sự nghiệp
Anh bắt đầu sự nghiệp ở đội trẻ Larteh United và năm 2004 gia nhập Ba United. Sau hai mùa giải lớn với Ba United, vào ngày 24 tháng 10 năm 2007 anh được chuyển đến Asante Kotoko. Vào ngày 15 tháng 7 năm 2009, anh bắt đầu thử việc 1 tuần ở câu lạc bộ Đức FSV Frankfurt và turned later back to Asante Kotoko.

## Sự nghiệp quốc tế
Akwaffo là cựu thành viên của Thiên thạch Đen.